# Paul Lundin
Paul Lundin, född 1922 i Näsåker, död 2003, var en svensk författare, historiker och genealog.

## Biografi
Lundin hade hela sitt liv ett stort intresse för hembygdsforskning, som han inriktade mycket av sitt författarskap på. Konst, litteratur, musik och idrott var andra intressen. 
En del av Lundins fotomaterial finns bevarat på Länsmuseets fotodatabas och i Sollefteå bilddatabas.